# Edwin L. Mechem

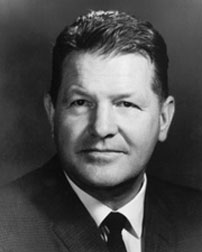
Edwin L. Mechem

Edwin Leard Mechem (* 2. Juli 1912 in Alamogordo, New Mexico; † 27. November 2002 in Albuquerque, New Mexico) war ein US-amerikanischer Jurist und Politiker. Von 1951 bis 1962 amtierte er als Gouverneur von New Mexico. Er vertrat diesen Bundesstaat auch im US-Senat. Im Anschluss an seine politische Laufbahn war er u. a. Richter am Bundesbezirksgericht für den Distrikt New Mexico.

## Frühe Jahre
Edwin Mechem war der Neffe von Merritt C. Mechem, der zwischen 1921 und 1923 ebenfalls Gouverneur von New Mexico gewesen war. Er besuchte die örtlichen Schulen seiner Heimat. Anschließend studierte er an der New Mexico State University. Im Jahr 1939 beendete er seine Studienzeit an der University of Arkansas mit einem Abschluss im Fach Jura. Zwischenzeitlich hatte er von 1932 bis 1935 für eine Bundesbehörde in Las Cruces in der Landvermessung gearbeitet. Nach seiner Zulassung als Rechtsanwalt praktizierte er zunächst in Las Cruces und später in Albuquerque. Zwischen 1942 und 1945 arbeitete er für das FBI als Ermittler.

## Politischer Aufstieg und Gouverneur von New Mexico
Edwin Mechem war Mitglied der Republikanischen Partei. Zwischen 1947 und 1948 saß er als Abgeordneter im Repräsentantenhaus von New Mexico. Am 7. November 1950 wurde Mechem erstmals zum Gouverneur seines Staates gewählt, wobei er sich mit 53,7 Prozent der Stimmen gegen den Demokraten John E. Miles durchsetzte. Insgesamt absolvierte er mit Unterbrechungen vier Amtszeiten. Seine ersten beiden Amtszeiten zwischen 1951 und 1955 waren zusammenhängend. Seine dritte Amtszeit begann – nach einem Sieg über Amtsinhaber John F. Simms – am 1. Januar 1957 und endete zwei Jahre später im Januar 1959. Seine vierte und letzte Amtszeit begann am 1. Januar 1961 und endete mit seinem Rücktritt am 30. November 1962. Seine Amtszeiten waren vom parteipolitischen Gegensatz zwischen einer demokratischen Mehrheit in der New Mexico Legislature und dem republikanischen Gouverneur bestimmt. Der Versuch Mechems, republikanische Ziele in New Mexico durchzusetzen, stieß daher im Parlament auf Widerstand. So blieben seine Amtszeiten auch ohne besondere Erfolge.

## Weiterer Lebenslauf
Nach seinem Rücktritt wechselte Mechem Ende 1962 in den US-Senat. Bis 1964 vertrat er so seinen Bundesstaat im Kongress. Bemerkenswert ist, dass er damals gegen das Bürgerrechtsgesetz gestimmt hat. Nach einem erfolglosen Versuch, erneut in dieses Amt gewählt zu werden, wurde er wieder als Rechtsanwalt tätig. Er war zudem Mitglied einer Kommission, die sich mit der Reform der Regierungsstruktur New Mexicos befasste, und im Polizeiausschuss seines Staates. Im Jahr 1970 wurde er zum Richter am Bundesbezirksgericht für den Distrikt New Mexico ernannt. Dieses Amt bekleidete er bis zu seinem Tod im November 2002.
Edwin Mechem war mit Dorothy Ellen verheiratet, mit der er vier Kinder hatte.